# Heinrich Friedrich von Itzenplitz
Le comte Heinrich Friedrich August von Itzenplitz (né le 23 février 1799 à Groß Behnitz près de Nauen et décédé le 15 février 1883 dans son domaine de Kunersdorf près de Wriezen) est un homme politique, ministre, biologiste et juriste prussien.

## Biographie
Il est issu de la famille von Itzenplitz et est le fils de Peter Alexander von Itzenplitz (de) (1768-1834) et Henriette Charlotte von Borcke (de). Il étudie à Berlin puis à Göttingen la biologie et le droit. Il voyage avec son professeur Martin Lichtenstein à travers une grande partie de l'Europe avant de rentrer dans le domaine judiciaire. Il est d'abord à l'essai en tant que juge, avant de choisir de poursuivre sa carrière dans l'administration. Il y en gravit les échelons jusqu'à devenir en 1845 président du district d'Arnsberg. Poste auquel il termine sa carrière en 1848.
Après avoir fait partie de divers Landtag, puis de la première chambre du parlement, il revient membre de la chambre des seigneurs de Prusse en tant que représentant de la fédération des comtes de la Marche de Brandebourg. Il y faisait partie des partis modérés et est souvent rapporteur.
En mars 1862, il devient ministre de l'Agriculture, puis en décembre de la même année ministre du Commerce dans le premier cabinet d'Otto von Bismarck.
Sur sa manière d'administrer, le Meyers Konversations-Lexikon de 1888 écrit :
« Sa politique à propos du chemin de fer semble dépourvu de tout principe directeur : il permet tout d'abord l'utilisation du système de la Generalentreprise, qu'Bethel Henry Strousberg a importé en Allemagne, mais qui dans la forme où elle fut mise en place rencontra de gros problème. Une mise en pratique pleine de contradiction gomma la distinction entre ce qui est autorisé par la loi et ce qui est inadmissible. Quand en 1870 le système spéculatif mise en place par Strousberg, le « roi du chemin de fer », se mit à péricliter, l'Allemagne en fut financièrement fortement touchée. La tempête de révélations déclenchée par Eduard Lasker se cristallisa alors surtout sur Itzenplitz, qui ne pouvait se défendre de ces attaques qu'en mettant en avant la garantie de sa loyauté, dont personne ne doutait d'ailleurs. »
Il démissionne le 15 mai 1873 et se retire alors de la vie publique jusqu'à sa mort.

## Famille
Le comte Heinrich Friedrich est issue d'une grande famille de l'aristocratie prussienne, les Itzenplitz. Il est marié à Luise baronne von Sierstorpff (de) (1811-1848), de la branche de Driburg. Ils eurent ensemble trois enfants :
- Marie (1833-1914), mariée en 1858 avec Bernhard von der Marwitz (de) (1824–1880), administrateur de l'arrondissement de Lebus (de) et député de la chambre des seigneurs de Prusse.
- Charlotte Clementine Editha (1835-1921) ;
- Luise (1839-1901), mariée le 21 mai 1867 avec le général Karl von Oppen.